# 제1회 제천국제음악영화제
제1회 제천국제음악영화제는 2005년 8월 10일에 열린 시상식이다.

## 수상 및 후보

### 마니아를 위하여
- 샤우트 오브 아시아 - 겐 마사유키
- 다큐멘터리 한대수 - 이천우 외
- 펑크록 연대기 - 돈 렛츠
- 터치 더 사운드 - 토머스 리델샤이머
- 딕! - 온디 티모너
- 스크래치 - 더그 프레이

### 시네 심포니
- 스윙 걸즈 - 야구치 시노부
- 외계의 제 19호 계획 - 민동현
- 오! 뷰리풀 라이프 - 김인숙
- 엔죠이 유어 섬머 - 이형곤
- 24 - 임왕태
- 사과 - 김민숙
- 비온 뒤 개인 날 - 나탈리 슈미트
- 입술은 안돼요 - 알렝 레네
- 테이킹 사이즈 - 이스트반 자보
- 미샤의 블루스 - 스베트라나 스타젠코

### 음악인의 강추
- 정글스토리 - 김홍준
- 마리이야기 - 이성강
- 와이키키 브라더스 - 임순례
- 플란다스의 개 - 봉준호
- 접속 - 장윤현

### 음악을 사랑한 감독들
- 24시간 파티하는 사람들 - 마이클 윈터바텀
- 요요마의 바흐 - 바바라 윌리스 스위트
- 요요마의 바흐 - 아톰 에고이안
- 아리아(영어판) - 로버트 알트만, 장 뤽 고다르 외
- 더 블루스 - 클린트 이스트우드
- 라스트 왈츠 - 마틴 스코세이지

### 글로벌 파노라마
- 무모한 열정 - 브누와 쟉꼬
- 프랑수와 트뤼포 - 열정의 삶 - 안느 앙드뢰
- 믹스 - 스티븐 로비
- 어른이 된다는 것 - 알렉시 살멘페레
- 킹스 앤 퀸 - 아르노 데플레셍
- 트랜스아메리카 - 던컨 터커
- 내 사랑 당신 - 올가 스톨포브스카야
- 커플, 다른 사랑에 빠지다 - 월레스 우로다스키

### 패밀리 페스트
- 뽀로로의 대모험 - 김현호
- 롤링 패밀리 - 파블로 트라페로
- 나, 클라우디아 - 크리스 에이브러햄
- 에밀과 탐정들 - 프란지스카 부흐
- 어둠 속의 천사들 - 베른트 샬링